# 서북피아양계만리일람지도
〈서북피아양계만리일람지도〉(西北彼我兩界萬里一覽之圖)는 작자, 연대 미상의 한국 관북 관서 지방과 만주 지방, 러시아의 연해주를 포함하는 관방지도이다. 2007년 12월 37일 대한민국의 보물 제1537호로 지정되었으나, 2008년 12월 22일 보물 제1537-1호로 문화재 지정번호가 변경되었다.

## 제작 연대
제작 연대는 백두산 정계비와 지명 표기를 미루어 18세기 중반으로 추정되며 채색필사본이다. 지도의 여백에는 만주의 역사와 조선 국토에 대한 설명이 나와있다. 서울대 규장각에 보관되어 있으며 축(軸)형태로 되어있고, 크기는 143×203cm이다.

## 지도 제작배경
백두산 정계 이후 변화한 북방지역 및 고대국가의 강역에 대한 관심이 서북피아양계만리일람지도의 제작을 이끌었다.
조선이 북변에 다시 관심을 가질 수 있게 된 것은 전란의 여파가 어느 정도 가라앉은 조선 효종·조선 현종대 이후였으며 북방대책이 본격적으로 논의되기 시작한 것은 조선 숙종대부터라 할 수 있다. 이 무렵 조선과 청국 주민들이 국경을 넘어 인삼·초피 등을 채취하는 과정에서 양국 주민의 충돌이 빈번해졌다. 중국은 이에 국경문제를 제기하였고 1712년(숙종 38)에 조선과 청나라는 '서쪽은 압록강 동쪽은 土門江'으로 국경을 정하고 백두산 남쪽 10리 지점에 정계비를 세웠다. 조선과 청국 양측에서 보인 백두산에 대한 관심과 국경 획정 문제는 다시 이 일대의 지도제작을 활발하게 하였다. 이러한 흐름이 18세기 중엽의 대표적인 관방지도로 알려진 「서북피아양계만리일람지도」로 계승되었다.

## 지도 내용
이 지도는 제작자와 제작년도가 모두 미상이지만 숙종 38년(1712)에 세운 백두산 정계비는 그려져 있으나 조선 정조 11년(1787)에 세운 장진부는 표기되어 있지 않으므로 조선 영조대에 그려진 지도로 추정된다. 여진족의 첫 수도였던 심양(瀋陽) 즉 성경(盛京)지역에 대한 지도 및 지리정보는 정조 때 《고금도서집성(古今圖書集成)》을 수입하기 이전까지는 남구만의 성경지도가 토대가 되었던 것으로 보인다. 따라서 서북피아양계만리일람지도는 남구만의 성경지도를 모본으로 한 것으로 추정된다.
고려 때 윤관이 쌓은 것으로 알려진 9성의 선춘령비(先春嶺碑)가 두만강 이북에 그려져 있고, 고려의 북방경계선이 이곳까지 미친 것으로 그려져 있다, 또한 두만강과 분계강(分界江)을 따로 그려, 백두산 정계비에서 언급한 토문강을 분계강으로 해석하고 있다. 평양에서 의주와 성경(심양)을 거쳐 북경에 이르는 노정(路程)이 만리장성이 시작되는 산해관까지 나타나 있다. 지도 왼쪽 위에는 만주 지방의 역사가, 오른쪽 아래에는 조선 국토 인식의 기본틀과 관련된 내용이 적혀있다.

## 서북피아양계만리일람지도에 나타난 국토 인식
한국고지도의 특성은 백두산에서 뻗어내린 대간(大幹)을 산맥의 대종으로 인식하고, 거기서 흘러내린 물줄기를 풍수지리사상에 입각하여 하나의 생명체로 파악하는 데 있다.
이러한 인식은 서북피아양계만리일람지도에도 나타나는데 그 내용은 다음과 같다.

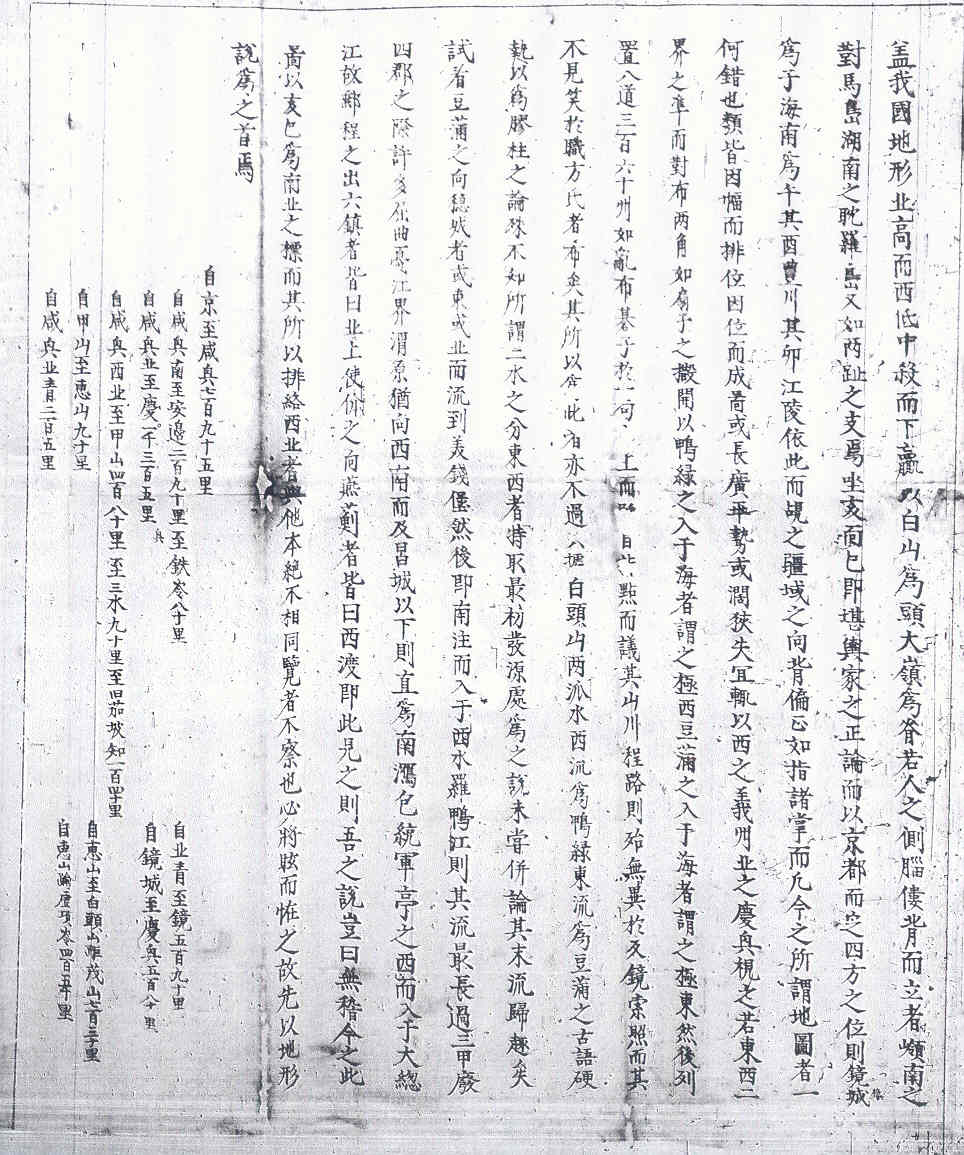
썸네일서북피아양계만리일람지도 한자부분

한국의 지형은 북쪽이 높고 서쪽이 낮으며, 중앙이 좁고 아래(남쪽)가 넉넉하다. 백산(백두산)이 머리가 되고, 대령(大嶺, 백두대간)이 척추다. 사람이 머리를 옆으로 하고 등을 구부리고 서 있는 모습으로, 영남의 대마도와 호남의 탐라도(제주도)는 마치 두 다리와 같다.
해(亥, 서북방)에 앉아서 사(巳, 동남방)를 향하고 있다고 보는 것이 감여가(堪輿家, 풍수가)의 정론이다. 경도(京都)를 기준으로 사방의 위치를 알아보면, (함경도) 경성(鏡城)이 자(子, 正北)가 되고, (전라도) 해남(海南)이 오(午, 正南)가 되며, 유(酉, 正西)는 (황해도) 풍청, 묘(卯, 正東)는 (강원도)강릉이다.(이하생략)

## 지도 제작의 의의
이 지도는 북부지방에 대한 관심, 북부지방의 정확한 지도표현, 그리고 그러한 관심이 국경을 넘어 만주 일대로 확대되고 있었던 시대적 분위기를 보여준다는 점에서 의의가 있다. 특히, 두만강 북쪽에 선춘령의 위치를 상정하고 그곳이 고려의 옛 강역이었음을 강조하는 것은 고대 국가의 강역을 확인하고 지도상에 표기하는 차원에서 그치지 않았다. 그것은 영토상실에 대한 아쉬움과 강렬한 고토회복의지를 나타내고 있다. 더불어 토문강을 분계강으로 인식한 것은 영조 때 위정자의 만주에 대한 관심이 매우 적극적이었음을 보여준다.

## 지도 판본
현재 피아 양계도는 국립중앙 박물관에 1본, 규장각 국학 연구원에 3본, 일본 쓰쿠바 대학에 1본 등 총 5본이 남아있는 것으로 알려져 있다. 이중 일본 쓰쿠바 대학에 남아있는 것이 원본으로 추측되지만 미공개 상태이고 나머지는 원본을 보고 베낀 필사본이다.

## 참고 자료
- 서북피아양계만리일람지도 - 국가유산청 국가유산포털